# Telefontornet
A Telefontornet egy toronyépítmény, amely a Stockholms Allmänna Telefon AB székházának tetőszerkezetén állt, Stockholmban, a Malmskillnadsgatan 30. szám alatt. 1887-ban épült, és 1953-ban bontották le. A neve szabad fordításban azt jelenti, hogy „A telefontorony”.

## Története
A Stockholms Allmänna Telefon AB alapítójának, Henrik Tore Cedergrennek az volt a célja, hogy minden háztartás számára elérhető legyen a telefon. Ennek érdekében, amennyire csak lehetett, lenyomták az előfizetési és percdíjakat. Az előfizetők száma gyorsan növekedett, hamar megelőzte a világ nagyvárosait. A gyors és olcsó telepítést a szigeteletlen légvezetékek tették lehetővé, és a sok előfizetőt egy telefonközponttal tervezték kiszolgálni. Itt futottak össze a telefonvonalak, melyek a tornyon keresztül csatlakoztak be a központba.
A központ megnyitásakor már Stockholm-szerte 5500 előfizető volt, melyek bekötéséhez mintegy 5000 km vezetéket használtak fel. Ebből mintegy 4000 hálózta be Stockholm belvárosát. Az a szóbeszéd járta, hogy a vezetékek kusza hálózata még a napot is kitakarta a város fölül. Tény, hogy nem a szépsége tette híressé a tornyot, és a légvezetékek is ki voltak téve az időjárás viszontagságainak, ami komoly károkat is okozott. A technika és a telefontársaság fejlődésével a légvezetékeket földkábelekkel váltották ki. 1913-ban már csak a torony állt magában, de az előfizetők már nem rajta keresztül csatlakoztak a hálózathoz.
1939-ig teljesen funkció nélkül állt, mikor is a tetejére raktak egy órát. Ez egy nagy, 7 m átmérőjű, neonfénnyel kivilágított óra volt, mely folyamatosan körbeforgott. Az óra NK-óra néven vált ismertté, mivel számlap helyett egy nagy NK-logót tartalmazott. Így egyben a Nordiska Kompaniet (áruház) reklámja is volt.
1952. július 23-án tűz ütött ki a torony alatti épületben működő Televerkets Radiolaboratoriumban, mely átterjedt a torony tartószerkezetére is, meggyengítve azt. Ezért biztonsági okokból a torony lebontása mellett döntöttek. 1953-ban a torony bontási munkálatai be is fejeződtek.

## Galéria

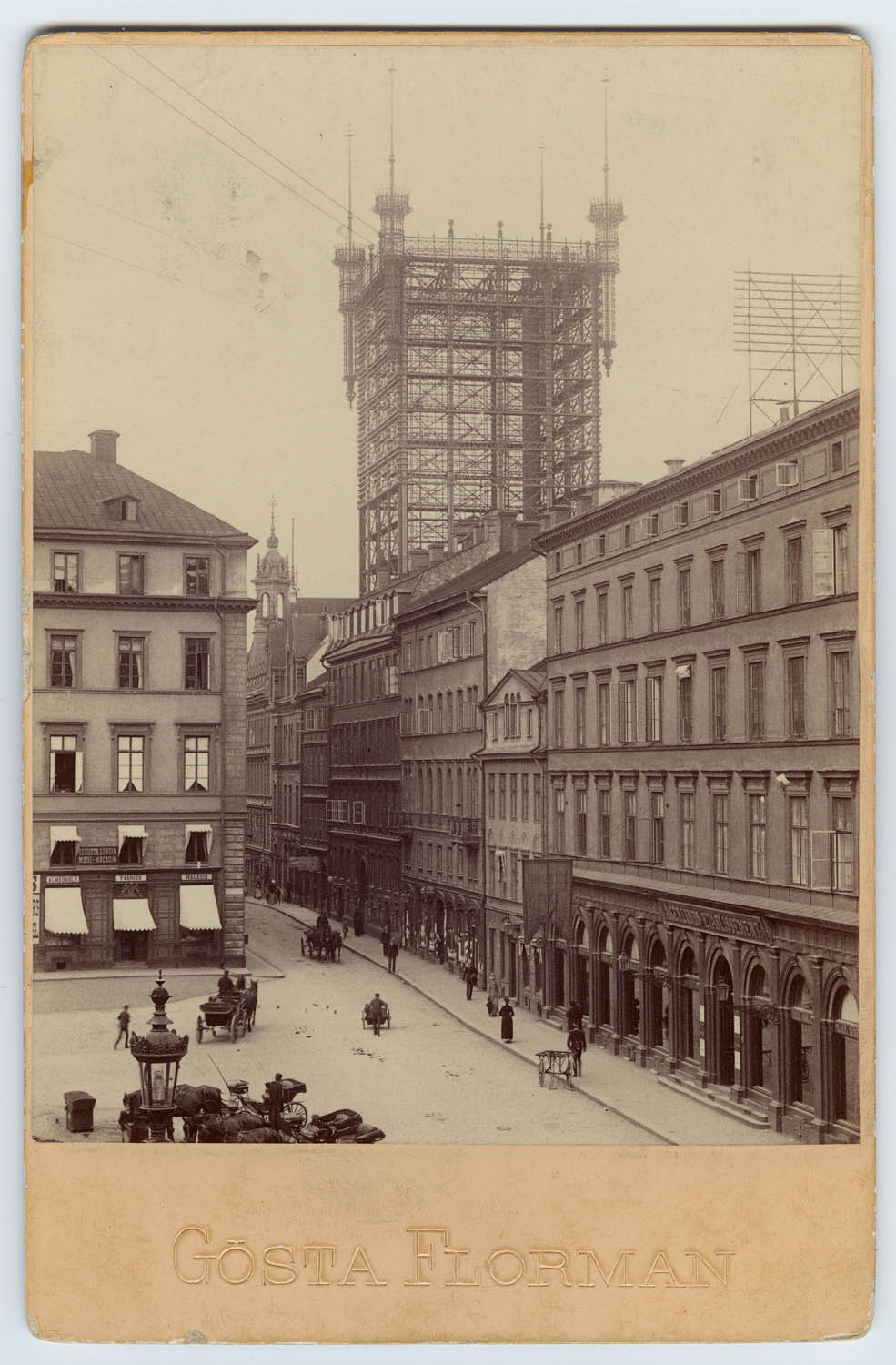
A telefontorony 1891-ben
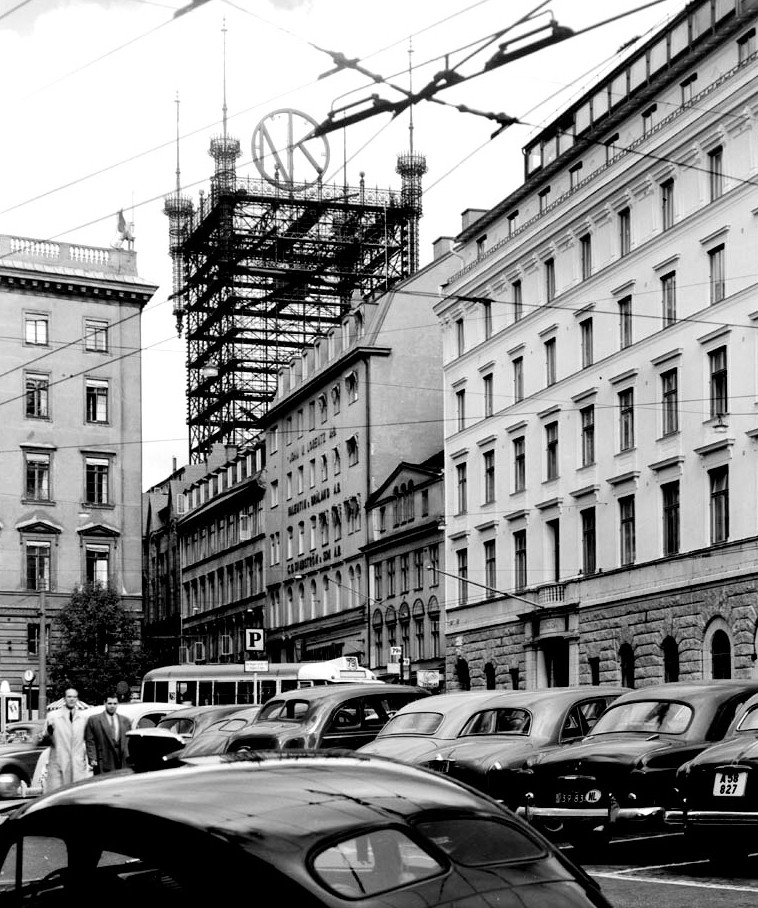
A telefontorony 1952-ben
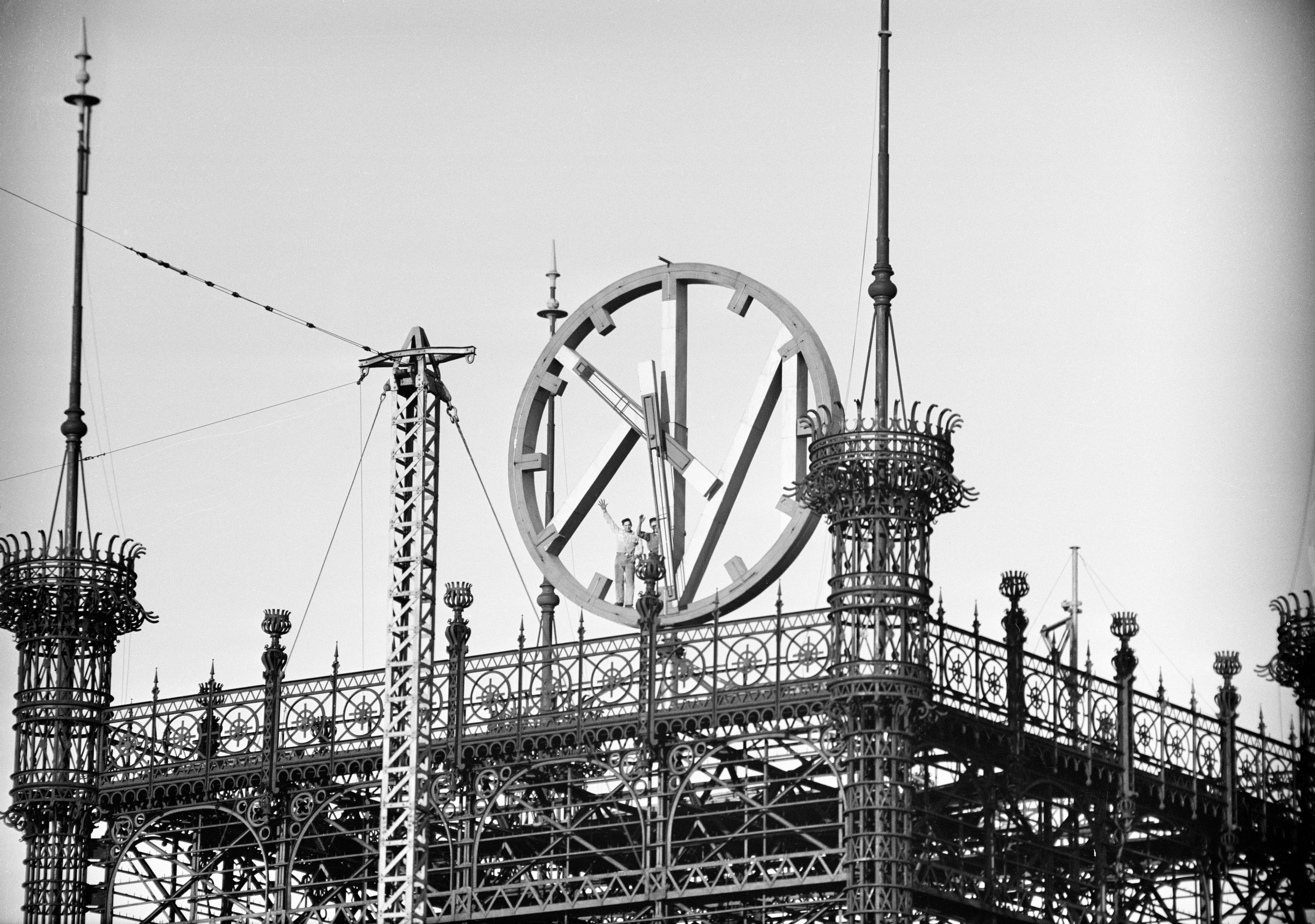
Az NK óra
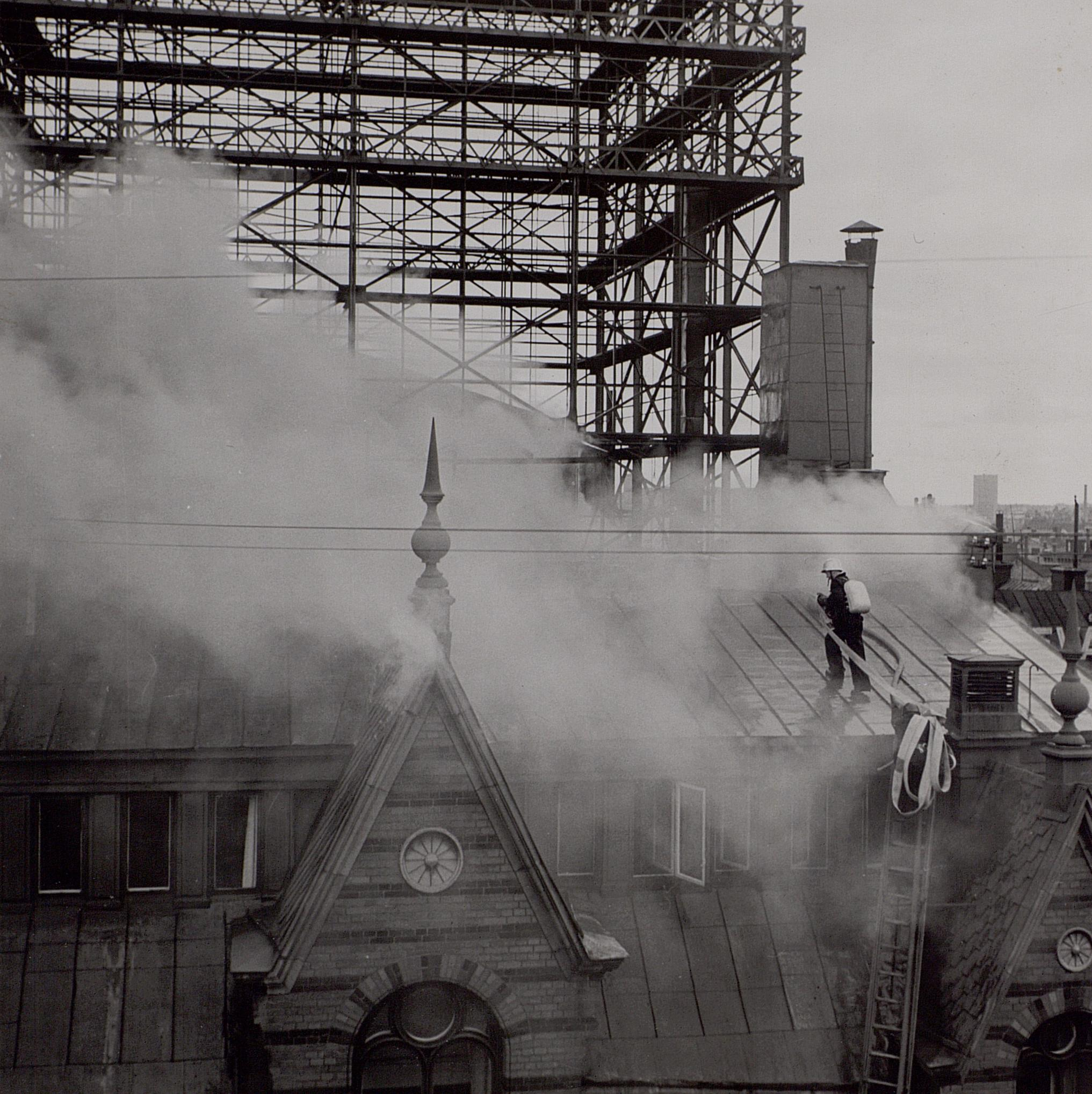
A tűz oltása